# Saint-Vincent (Alto Garona)
 Saint-Vincent  es una población y comuna francesa, en la región de Mediodía-Pirineos, departamento de Alto Garona, en el distrito de Toulouse y cantón de Villefranche-de-Lauragais.

## Demografía
| 61 | 47 | 34 | 47 | 60 | 99 |
| Para los censos de 1962 a 1999 la población legal corresponde a la población sin duplicidades (Fuente: INSEE [Consultar]) |    |    |    |    |    |